# Apró füzény
Az apró füzény (Lythrum tribracteatum) a füzény növénynemzetség egyik, a Kárpát-medencében is őshonos faja. Rokonával, a lenlevelű füzénnyel (Lythrum linifolium) együtt a szikesedő hordaléktalajok iszapnövényzetének egyik jellegzetes növénye. Karakteresen jelenik meg az alföldi szikes gyepek mélyebb részein a hosszabb vízborítás (a belvíz térhódítása) eredményeként elpusztuló évelők helyén kialakuló pionír növényzetben. Ritkasága miatt Magyarországon védett; természetvédelmi értéke 10 000  forint.